# Grundel-Helmfelt
Grundel-Helmfelt var en svensk friherrelig ätt.
Ätten är en friherrlig gren av den adliga ätten Grundel nr 716, som adlades år 1663 med Jacob Grundel d.ä. Denne var gift med Elisabeth Depken, som tillhörde samma släkt som Claes Depken (1627-1702). Deras två söner upphöjdes till friherrar och därmed utgick den adliga ätten 716. Sonen Simon Grundel blev överbefälhavare i svenska armén och riksråd, och upphöjdes år 1674 till friherre med namnet Grundel-Helmfelt. Ätten introducerades på nummer 60, och skulle skriva sig till Nyehusen.
Simon Grundel-Helmfelt var gift med Margareta von Truchses, dotter till en arvherre i Sachsen, och fick sex barn med henne, av vilka tre dog som barn. Sonen Lennart Hans avled i Riga av pesten år 1657, liksom sonen Jacob. En annan son, Gustaf Grundel-Helmfelt, blev juris doktor i Leiden och anställdes sedan som appellationsråd och assessor i Wismarska tribunalet, men han avled samma dag som fadern upphöjdes till friherre under en resa han företog för att bevista den polska kungskröningen år 1674. Gustaf Grundel-Helmfelt ansågs för en mycket lärd man, opponerade vid tio års ålder i Narva på ett prästmöte och talade tolv språk.
Sedan Simon Grundel-Helmfelt blivit änkling 1655, gifte han året därpå om sig med friherrinnan Margareta von Parr, vars mor var en Björnram. Hon födde sin make en dotter som avled åtta månader gammal. När Simon Grundel-Helmfelt avlidit testamenterade hon 17 000 riksdaler till en fond vid Uppsala universitet, kallad Helmfeltska stipendiet.
Den friherrliga ätten Grundel-Helmfelt slöts med Simon Grundel-Helmfelt år 1677, när denne stupade vid slaget vid Landskrona.